# Seznam dílů seriálu Takoví normální mimozemšťané
Toto je seznam dílů seriálu Takoví normální mimozemšťané.

## Přehled řad
| Řada | Díly | Premiéra v USA | Premiéra v USA  | Premiéra v ČR   | Premiéra v ČR    |
| Řada | Díly | První díl      | Poslední díl    | První díl       | Poslední díl     |
| ---- | ---- | -------------- | --------------- | --------------- | ---------------- |
| 1    | 20   | 9. ledna 1996  | 21. května 1996 | 9. února 2012   | 5. března 2012   |
| 2    | 26   | 22. září 1996  | 18. května 1997 | 6. března 2012  | 31. března 2012  |
| 3    | 27   | 24. září 1997  | 20. května 1998 | 1. dubna 2012   | 27. dubna 2012   |
| 4    | 24   | 23. září 1998  | 25. května 1999 | 28. dubna 2012  | 21. května 2012  |
| 5    | 22   | 21. září 1999  | 23. května 2000 | 22. května 2012 | 12. června 2012  |
| 6    | 20   | 24. října 2000 | 22. května 2001 | 13. června 2012 | 1. července 2012 |

## Seznam dílů

### První řada (1996)
| Č. v seriálu | Č. v řadě | Původní název                          | Český název                     | Režie            | Scénář                                | Premiéra v USA  | Premiéra v ČR  |
| ------------ | --------- | -------------------------------------- | ------------------------------- | ---------------- | ------------------------------------- | --------------- | -------------- |
| 1            | 1         | Brains and Eggs                        | Mozky a vajíčka                 | James Burrows    | Bonnie Turner a Terry Turner          | 9. ledna 1996   | 9. února 2012  |
| 2            | 2         | Post-Nasal Dick                        | Mimozemská rýma                 | Robert Berlinger | Michael Glouberman a Andrew Orenstein | 16. ledna 1996  | 10. února 2012 |
| 3            | 3         | Dick's First Birthday                  | Dickovy první narozeniny        | Robert Berlinger | Andy Cowan                            | 23. ledna 1996  | 13. února 2012 |
| 4            | 4         | Dick Is from Mars, Sally Is from Venus | Dick je z Marsu, Sally z Venuše | Robert Berlinger | Bill Martin a Mike Schiff             | 30. ledna 1996  | 14. února 2012 |
| 5            | 5         | Dick, Smoker                           | Vášnivý kuřák Dick              | Robert Berlinger | Bill Martin a Mike Schiff             | 6. února 1996   | 15. února 2012 |
| 6            | 6         | Green-Eyed Dick                        | Žárlivý Dick                    | Robert Berlinger | Joe Fisch                             | 13. února 1996  | 16. února 2012 |
| 7            | 7         | Lonely Dick                            | Opuštěný Dick                   | Robert Berlinger | Christine Zander                      | 27. února 1996  | 17. února 2012 |
| 8            | 8         | Body & Soul & Dick                     | Tělo, duše a Dick               | Robert Berlinger | Bonnie Turner a Terry Turner          | 27. února 1996  | 20. února 2012 |
| 9            | 9         | Ab-dick-ted                            | Láskyplná rodinka               | Robert Berlinger | Bob Kushell a Christine Zander        | 5. března 1996  | 21. února 2012 |
| 10           | 10        | Truth or Dick                          | Pravdomluvný Dick               | Robert Berlinger | Bonnie Turner a Terry Turner          | 12. března 1996 | 22. února 2012 |
| 11           | 11        | The Art of Dick                        | Uměnímilovný Dick               | Robert Berlinger | Bob Kushell                           | 19. března 1996 | 23. února 2012 |
| 12           | 12        | Frozen Dick                            | Zasněžený Dick                  | Robert Berlinger | Linwood Boomer                        | 26. března 1996 | 24. února 2012 |
| 13           | 13        | Angry Dick                             | Dick se hněvá                   | Robert Berlinger | Linwood Boomer                        | 2. dubna 1996   | 27. února 2012 |
| 14           | 14        | The Dicks They Are a Changin'          | Každý potřebuje minulost        | Robert Berlinger | Michael Glouberman a Andrew Orenstein | 9. dubna 1996   | 28. února 2012 |
| 15           | 15        | I Enjoy Being a Dick                   | Ženy versus muži                | Robert Berlinger | Christine Zander                      | 21. dubna 1996  | 29. února 2012 |
| 16           | 16        | Dick Like Me                           | Všichni lidé jsou si rovni      | Robert Berlinger | Joe Fisch                             | 23. dubna 1996  | 1. března 2012 |
| 17           | 17        | Assault with a Deadly Dick             | Svět je krutý                   | Robert Berlinger | Michael Glouberman a Andrew Orenstein | 30. dubna 1996  | 2. března 2012 |
| 18           | 18        | Father Knows Dick                      | Starostlivý otec                | Robert Berlinger | Bob Kushell                           | 7. května 1996  | 3. března 2012 |
| 19           | 19        | Selfish Dick                           | Sobecký Dick                    | Robert Berlinger | David Sacks                           | 14. května 1996 | 4. března 2012 |
| 20           | 20        | See Dick Run                           | Uvězněný Dick                   | James Burrows    | Bill Martin a Mike Schiff             | 21. května 1996 | 5. března 2012 |

### Druhá řada (1996–1997)
| Č. v seriálu | Č. v řadě | Původní název                       | Český název                         | Režie            | Scénář                                                                                          | Premiéra v USA     | Premiéra v ČR   |
| ------------ | --------- | ----------------------------------- | ----------------------------------- | ---------------- | ----------------------------------------------------------------------------------------------- | ------------------ | --------------- |
| 21           | 1         | See Dick Continue to Run (Part 1)   | Dick v ilegalitě (1. část)          | Robert Berlinger | Bill Martin a Mike Schiff                                                                       | 22. září 1996      | 6. března 2012  |
| 22           | 2         | See Dick Continue to Run (Part 2)   | Dick v ilegalitě (2. část)          | Robert Berlinger | Bill Martin a Mike Schiff                                                                       | 22. září 1996      | 7. března 2012  |
| 23           | 3         | Hotel Dick                          | Mimozemská civilizace v hotelu      | Robert Berlinger | Bob Kushell                                                                                     | 29. září 1996      | 8. března 2012  |
| 24           | 4         | Big Angry Virgin from Outer Space   | Rozzlobená vesmírná panna           | Robert Berlinger | Christine Zander                                                                                | 6. října 1996      | 9. března 2012  |
| 25           | 5         | Much Ado About Dick                 | Mnoho povyku pro Dicka              | Robert Berlinger | Michael Glouberman a Andrew Orenstein                                                           | 13. října 1996     | 10. března 2012 |
| 26           | 6         | Dick the Vote                       | Dickovo volební právo               | Robert Berlinger | námět: Joe Fisch scénář: David Goetsch a Jason Venokur                                          | 27. října 1996     | 11. března 2012 |
| 27           | 7         | Fourth and Dick                     | Dickův sportovní zážitek            | Robert Berlinger | Michael Glouberman a Andrew Orenstein                                                           | 3. listopadu 1996  | 12. března 2012 |
| 28           | 8         | World's Greatest Dick               | Dickův geniální syn                 | Robert Berlinger | David Goetsch a Jason Venokur                                                                   | 10. listopadu 1996 | 13. března 2012 |
| 29           | 9         | My Mother the Alien                 | Mimozemská mateřská láska           | Robert Berlinger | David M. Israel a Jim O'Doherty                                                                 | 17. listopadu 1996 | 14. března 2012 |
| 30           | 10        | Gobble, Gobble, Dick, Dick          | Dick vzdává dík                     | Robert Berlinger | Bob Kushell a Christine Zander                                                                  | 24. listopadu 1996 | 15. března 2012 |
| 31           | 11        | Dick Jokes                          | Humor je těžká věc                  | Robert Berlinger | David M. Israel a Jim O'Doherty                                                                 | 8. prosince 1996   | 16. března 2012 |
| 32           | 12        | Jolly Old St. Dick                  | Veselé vánoční hody                 | Robert Berlinger | Bill Martin a Mike Schiff                                                                       | 15. prosince 1996  | 17. března 2012 |
| 33           | 13        | Proud Dick                          | Dickova hrdost                      | Robert Berlinger | David Sacks                                                                                     | 5. ledna 1997      | 18. března 2012 |
| 34           | 14        | Romeo & Juliet & Dick               | Romeo, Julie a Dick                 | Robert Berlinger | Bonnie Turner a Terry Turner                                                                    | 12. ledna 1997     | 19. března 2012 |
| 35           | 15        | Guilty as Dick                      | Dick má špatné svědomí              | Robert Berlinger | David Goetsch a Jason Venokur                                                                   | 2. února 1997      | 20. března 2012 |
| 36           | 16        | A Dick on One Knee                  | Svatba jako řemen                   | Terry Hughes     | Christine Zander                                                                                | 16. února 1997     | 21. března 2012 |
| 37           | 17        | Same Old Song and Dick              | Chce to malou změnu                 | Robert Berlinger | Katy Ballard                                                                                    | 9. března 1997     | 22. března 2012 |
| 38           | 18        | I Brake for Dick                    | Dick na životní křižovatce          | Robert Berlinger | Gregg Mettler                                                                                   | 16. března 1997    | 23. března 2012 |
| 39           | 19        | Dick Behaving Badly                 | Z Dicka se stává chlap              | Robert Berlinger | Bob Kushell                                                                                     | 23. března 1997    | 24. března 2012 |
| 40           | 20        | Dickmalion                          | Dick proniká do vyšších kruhů       | Robert Berlinger | Michael Glouberman a Andrew Orenstein                                                           | 13. dubna 1997     | 25. března 2012 |
| 41           | 21        | Sensitive Dick                      | Bezcitný Dick                       | Terry Hughes     | David Sacks                                                                                     | 27. dubna 1997     | 26. března 2012 |
| 42           | 22        | Will Work for Dick                  | Soběstačný Dick                     | Terry Hughes     | Dave Goetsch a Jason Venokur                                                                    | 4. května 1997     | 27. března 2012 |
| 43           | 23        | Fifteen Minutes of Dick             | Světská sláva, polní tráva          | Terry Hughes     | David M. Israel a Jim O'Doherty                                                                 | 11. května 1997    | 28. března 2012 |
| 44           | 24        | Dick and the Single Girl            | Dick odolává svodům                 | Terry Hughes     | Mark Brazill a Christine Zander                                                                 | 11. května 1997    | 29. března 2012 |
| 45           | 25        | A Nightmare on Dick Street (Part 1) | Noční můra na Dick Street (1. část) | Terry Hughes     | námět: Bonnie Turner, Terry Turner a David Sacks scénář: Bill Martin, Mike Schiff a Bob Kushell | 18. května 1997    | 30. března 2012 |
| 46           | 26        | A Nightmare on Dick Street (Part 2) | Noční můra na Dick Street (2. část) | Terry Hughes     | námět: Bonnie Turner, Terry Turner a David Sacks scénář: Bill Martin, Mike Schiff a Bob Kushell | 18. května 1997    | 31. března 2012 |

### Třetí řada (1997–1998)
| Č. v seriálu | Č. v řadě | Původní název                    | Český název                     | Režie        | Scénář                                                       | Premiéra v USA     | Premiéra v ČR  |
| ------------ | --------- | -------------------------------- | ------------------------------- | ------------ | ------------------------------------------------------------ | ------------------ | -------------- |
| 47           | 1         | Fun with Dick and Janet (Part 1) | Setkání Dicka s Janet (1. část) | Terry Hughes | Mark Brazill a Bob Kushell                                   | 24. září 1997      | 1. dubna 2012  |
| 48           | 2         | Fun with Dick and Janet (Part 2) | Setkání Dicka s Janet (2. část) | Terry Hughes | Mark Brazill a Bob Kushell                                   | 24. září 1997      | 2. dubna 2012  |
| 49           | 3         | Tricky Dick                      | Rececista Dick                  | Terry Hughes | Bill Martin a Mike Schiff                                    | 8. října 1997      | 3. dubna 2012  |
| 50           | 4         | Dick-in-Law                      |                                 | Terry Hughes | Christine Zander                                             | 15. října 1997     | 4. dubna 2012  |
| 51           | 5         | Scaredy Dick                     |                                 | Terry Hughes | David Sacks                                                  | 29. října 1997     | 5. dubna 2012  |
| 52           | 6         | Moby Dick                        |                                 | Terry Hughes | Michael Glouberman a Andrew Orenstein                        | 5. listopadu 1997  | 6. dubna 2012  |
| 53           | 7         | Eleven Angry Men and One Dick    |                                 | Terry Hughes | David Goetsch a Jason Venokur                                | 12. listopadu 1997 | 7. dubna 2012  |
| 54           | 8         | A Friend in Dick                 |                                 | Terry Hughes | Gregg Mettler                                                | 19. listopadu 1997 | 8. dubna 2012  |
| 55           | 9         | Seven Deadly Clips               |                                 | Terry Hughes | Michael Glouberman a Andrew Orenstein                        | 3. prosince 1997   | 9. dubna 2012  |
| 56           | 10        | Tom, Dick and Mary               |                                 | Terry Hughes | Terry Turner                                                 | 3. prosince 1997   | 10. dubna 2012 |
| 57           | 11        | Jailhouse Dick                   |                                 | Terry Hughes | David M. Israel a Jim O'Doherty                              | 17. prosince 1997  | 11. dubna 2012 |
| 58           | 12        | Dick on a Roll                   |                                 | Terry Hughes | David Goetsch a Jason Venokur                                | 7. ledna 1998      | 12. dubna 2012 |
| 59           | 13        | The Great Dickdater              |                                 | Terry Hughes | David Sacks                                                  | 21. ledna 1998     | 13. dubna 2012 |
| 60           | 14        | 36! 24! 36! Dick (Part 1)        | Pozor, nebezpečí (1. část)      | Terry Hughes | Bill Martin, Mike Schiff a Christine Zander                  | 25. ledna 1998     | 14. dubna 2012 |
| 61           | 15        | 36! 24! 36! Dick (Part 2)        | Pozor, nebezpečí (2. část)      | Terry Hughes | Bill Martin, Mike Schiff a Christine Zander                  | 25. ledna 1998     | 15. dubna 2012 |
| 62           | 16        | Pickles and Ice Cream            |                                 | Terry Hughes | Bob Kushell                                                  | 28. ledna 1998     | 16. dubna 2012 |
| 63           | 17        | Auto Erodicka                    |                                 | Terry Hughes | Mark Brazill                                                 | 4. února 1998      | 17. dubna 2012 |
| 64           | 18        | Portrait of Tommy as an Old Man  | Tommy si hraje na starého muže  | Terry Hughes | Bob Kushell a Gregg Mettler                                  | 25. února 1998     | 18. dubna 2012 |
| 65           | 19        | Stuck With Dick                  |                                 | Terry Hughes | David M. Israel a Jim O'Doherty                              | 18. března 1998    | 19. dubna 2012 |
| 66           | 20        | My Daddy's Little Girl           |                                 | Terry Hughes | Mark Brazill a Christine Zander                              | 1. dubna 1998      | 20. dubna 2012 |
| 67           | 21        | The Physics of Being Dick        |                                 | Terry Hughes | David Schiff                                                 | 15. dubna 1998     | 21. dubna 2012 |
| 68           | 22        | Just Your Average Dick           | Dick jako průměrný občan        | Terry Hughes | Michael Glouberman a Andrew Orenstein                        | 29. dubna 1998     | 22. dubna 2012 |
| 69           | 23        | Dick and the Other Guy           | Dick a ten druhý                | Terry Hughes | Bonnie Turner a Terry Turner                                 | 29. dubna 1998     | 23. dubna 2012 |
| 70           | 24        | Sally and Don's First Kiss       | První polibek Sally a Dona      | Terry Hughes | David Sacks                                                  | 6. května 1998     | 24. dubna 2012 |
| 71           | 25        | When Aliens Camp                 | Rodinný víkend mimozemšťanů     | Terry Hughes | námět: Gregg Mettler scénář: David M. Israel a Jim O'Doherty | 13. května 1998    | 25. dubna 2012 |
| 72           | 26        | The Tooth Harry                  | Harry a zuby moudrosti          | Terry Hughes | Joshua Sternin a Jeffrey Ventimilia                          | 20. května 1998    | 26. dubna 2012 |
| 73           | 27        | Eat, Drink, Dick, Mary           |                                 | Terry Hughes | Dave Goetsch a Jason Venokur                                 | 20. května 1998    | 27. dubna 2012 |

### Čtvrtá řada (1998–1999)
| Č. v seriálu | Č. v řadě | Původní název                               | Český název                      | Režie        | Scénář                                                           | Premiéra v USA     | Premiéra v ČR   |
| ------------ | --------- | ------------------------------------------- | -------------------------------- | ------------ | ---------------------------------------------------------------- | ------------------ | --------------- |
| 74           | 1         | Dr. Solomon's Traveling Alien Show          | Putovní mimozemská show          | Terry Hughes | Christine Zander                                                 | 23. září 1998      | 28. dubna 2012  |
| 75           | 2         | Power Mad Dick                              | Dick prahne po moci              | Terry Hughes | David Sacks                                                      | 7. října 1998      | 29. dubna 2012  |
| 76           | 3         | Feelin' Albright                            | Sally už dospěla                 | Terry Hughes | Bob Kushell                                                      | 14. října 1998     | 30. dubna 2012  |
| 77           | 4         | Collect Call for Dick                       | Dickova sběratelská mánie        | Terry Hughes | David M. Israel a Jim O'Doherty                                  | 21. října 1998     | 1. května 2012  |
| 78           | 5         | What's Love Got to Do, Got to Do With Dick? | Láska dělá divy                  | Terry Hughes | Bill Martin a Mike Schiff                                        | 28. října 1998     | 2. května 2012  |
| 79           | 6         | I Am Dick Pentameter!                       | Dick se opět zamiloval           | Terry Hughes | Dave Goetsch a Jason Venokur                                     | 4. listopadu 1998  | 3. května 2012  |
| 80           | 7         | D3: Judgement Day                           | Soudný den                       | Terry Hughes | Michael Glouberman a Andrew Orenstein                            | 11. listopadu 1998 | 4. května 2012  |
| 81           | 8         | Indecent Dick                               | Neslušný Dick                    | Terry Hughes | Bob Kushell                                                      | 9. prosince 1998   | 5. května 2012  |
| 82           | 9         | Happy New Dick!                             | Šťastný nový Dick!               | Terry Hughes | Christine Zander                                                 | 16. prosince 1998  | 6. května 2012  |
| 83           | 10        | Two-Faced Dick                              | Výměna těl                       | Terry Hughes | Gil Goldberg                                                     | 5. ledna 1999      | 7. května 2012  |
| 84           | 11        | Dick Solomon of the Indiana Solomons        | Rodina je nade vše               | Terry Hughes | Gregg Mettler                                                    | 12. ledna 1999     | 8. května 2012  |
| 85           | 12        | Dick and Taxes                              | Dick a daně                      | Terry Hughes | námět: Dennis Snee scénář: Michael Glouberman a Andrew Orenstein | 2. února 1999      | 9. května 2012  |
| 86           | 13        | Sally Forth                                 | Sally, jdi do toho!              | Terry Hughes | David Sacks                                                      | 9. února 1999      | 10. května 2012 |
| 87           | 14        | Paranoid Dick                               | Paranoidní Dick                  | Terry Hughes | David M. Israel a Jim O'Doherty                                  | 16. února 1999     | 11. května 2012 |
| 88           | 15        | The House That Dick Built                   | Biologické hodiny                | Terry Hughes | Bill Martin a Mike Schiff                                        | 1. default 021999  | 12. května 2012 |
| 89           | 16        | Superstitious Dick                          | Pověrčivý Dick                   | Terry Hughes | Gregg Mettler                                                    | 2. března 1999     | 13. května 2012 |
| 90           | 17        | Y2dicK                                      | Dickův život s počítačem         | Terry Hughes | Dave Goetsch a Jason Venokur                                     | 16. března 1999    | 14. května 2012 |
| 91           | 18        | Dick the Mouth Solomon                      | Dick Solomon, mluvčí rodiny      | Terry Hughes | Christine Zander a Bob Kushell                                   | 6. dubna 1999      | 15. května 2012 |
| 92           | 19        | Citizen Solomon                             | Občan Solomon                    | Terry Hughes | Christ Atwood                                                    | 27. dubna 1999     | 16. května 2012 |
| 93           | 20        | Alien Hunter                                | Lovci mimozemšťanů               | Terry Hughes | Bonnie Turner a Terry Turner                                     | 4. května 1999     | 17. května 2012 |
| 94           | 21        | Dick vs. Strudwick                          | Dick žárlí na kolegu             | Terry Hughes | námět: Gregg Mettler scénář: David M. Israel a Jim O'Doherty     | 11. května 1999    | 18. května 2012 |
| 95           | 22        | Near Dick Experience                        | Každá zkušenost je k nezaplacení | Terry Hughes | námět: David Sacks scénář: Dave Goetsch & Jason Venokur          | 18. května 1999    | 19. května 2012 |
| 96           | 23        | Dick's Big Giant Headache (Part 1)          | Dick má obří problém (1. část)   | Terry Hughes | Bill Martin a Mike Schiff                                        | 25. května 1999    | 20. května 2012 |
| 97           | 24        | Dick's Big Giant Headache (Part 2)          | Dick má obří problém (2. část)   | Terry Hughes | Michael Glouberman a Andrew Orenstein                            | 25. května 1999    | 21. května 2012 |

### Pátá řada (1999–2000)
| Č. v seriálu | Č. v řadě | Původní název                             | Český název                                      | Režie        | Scénář                            | Premiéra v USA     | Premiéra v ČR   |
| ------------ | --------- | ----------------------------------------- | ------------------------------------------------ | ------------ | --------------------------------- | ------------------ | --------------- |
| 98           | 1         | Episode I: The Baby Menace                | Epizoda I: Dětská hrozba                         | Terry Hughes | David M. Israel a Jim O'Doherty   | 21. září 1999      | 22. května 2012 |
| 99           | 2         | Dick for Tat                              | Oko za oko, Dick za zub                          | Terry Hughes | Bill Martin a Mike Schiff         | 28. září 1999      | 23. května 2012 |
| 100          | 3         | The Fifth Solomon                         | Pátý Solomon                                     | Terry Hughes | Gregg Mettler                     | 2. listopadu 1999  | 24. května 2012 |
| 101          | 4         | Dial M for Dick                           | Detektiv Dick                                    | Terry Hughes | Christine Zander                  | 9. listopadu 1999  | 25. května 2012 |
| 102          | 5         | Dick and Tuck                             | Mimozemská chirurgie                             | Terry Hughes | Bob Kushell                       | 16. listopadu 1999 | 26. května 2012 |
| 103          | 6         | Dick, Who's Coming to Dinner?             | Hádej, kdo přijde na večeři?                     | Terry Hughes | Dave Goetsch a Jason Venokur      | 23. listopadu 1999 | 27. května 2012 |
| 104          | 7         | Sex and the Sally                         | Sex a Sally                                      | Terry Hughes | Julie E. Sherman                  | 30. listopadu 1999 | 28. května 2012 |
| 105          | 8         | Charitable Dick                           | Dobročinnost podle Dicka                         | Terry Hughes | David Sacks                       | 14. prosince 1999  | 29. května 2012 |
| 106          | 9         | The Loud Solomon Family: A Dickumentary   | Solomonovi: Dickumentární film                   | Terry Hughes | Valerie Watson                    | 11. ledna 2000     | 30. května 2012 |
| 107          | 10        | Gwen, Larry, Dick and Mary                | Seznamte se                                      | Terry Hughes | Christine Zander                  | 25. ledna 2000     | 31. května 2012 |
| 108          | 11        | Dick Puts the 'ID' in Cupid               | Ve víru vášně                                    | Terry Hughes | Dave Goetsch a Jason Venokur      | 8. února 2000      | 1. června 2012  |
| 109          | 12        | The Big Giant Head Returns                | Velká obří hlava znovu zasahuje                  | Terry Hughes | David Sacks                       | 22. února 2000     | 2. června 2012  |
| 110          | 13        | Rutherford Beauty                         | Kráska z Rutherfordu                             | Terry Hughes | Bob Kushell a Gregg Mettler       | 22. února 2000     | 3. června 2012  |
| 111          | 14        | This Little Dick Went to Market           | Dickův zlatý padák                               | Terry Hughes | Dave Boerger                      | 14. března 2000    | 4. června 2012  |
| 112          | 15        | Youth is Wasted on the Dick               | Dickovo ztracené mládí                           | Terry Hughes | Nastaran Dibai a Jeffrey B. Hodes | 21. března 2000    | 5. června 2012  |
| 113          | 16        | Dick Strikes Out                          | Stávkokaz Dick                                   | Terry Hughes | Aron Abrams a Gregory Thompson    | 28. března 2000    | 6. června 2012  |
| 114          | 17        | Shall We Dick?                            | Když Dick tančí                                  | Terry Hughes | Bill Martin a Mike Schiff         | 18. dubna 2000     | 7. června 2012  |
| 115          | 18        | Dick and Harry Fall Down a Hole           | Dick a Harry v díře                              | Terry Hughes | Aron Abrams a Gregory Thompson    | 2. května 2000     | 8. června 2012  |
| 116          | 19        | Frankie Goes to Rutherford                | Dick jde na rande                                | Terry Hughes | Gregg Mettler a Will Forte        | 9. května 2000     | 9. června 2012  |
| 117          | 20        | Dick Solomon's Day Off                    | Dick simuluje                                    | Terry Hughes | David M. Israel a Jim O'Doherty   | 16. května 2000    | 10. června 2012 |
| 118          | 21        | The Big Giant Head Returns Again (Part 1) | Velká obří hlava zasahuje ještě jednou (1. část) | Terry Hughes | David Goetsch a Jason Venokur     | 23. května 2000    | 11. června 2012 |
| 119          | 22        | The Big Giant Head Returns Again (Part 2) | Velká obří hlava zasahuje ještě jednou (2. část) | Terry Hughes | Nastaran Dibai a Jeffrey B. Hodes | 23. května 2000    | 12. června 2012 |

### Šestá řada (2000–2001)
| Č. v seriálu | Č. v řadě | Původní název                          | Český název                 | Režie        | Scénář                                                              | Premiéra v USA     | Premiéra v ČR    |
| ------------ | --------- | -------------------------------------- | --------------------------- | ------------ | ------------------------------------------------------------------- | ------------------ | ---------------- |
| 120          | 1         | Les Liaisons Dickereuses               |                             | Terry Hughes | Dave Goetsch a Jason Venokur                                        | 24. října 2000     | 13. června 2012  |
| 121          | 2         | Fear and Loathing in Rutherford        |                             | Terry Hughes | Aron Abrams a Gregory Thompson                                      | 31. října 2000     | 14. června 2012  |
| 122          | 3         | InDickscretion                         |                             | Terry Hughes | Nastaran Dibai a Jeffrey B. Hodes                                   | 14. listopadu 2000 | 15. června 2012  |
| 123          | 4         | Dick'll Take Manhattan (Part 1)        |                             | Terry Hughes | Christine Zander a Mark Nutter                                      | 21. listopadu 2000 | 16. června 2012  |
| 124          | 5         | Dick'll Take Manhattan (Part 2)        |                             | Terry Hughes | Christine Zander a Mark Nutter                                      | 28. listopadu 2000 | 17. června 2012  |
| 125          | 6         | Why Dickie Can't Teach                 |                             | Terry Hughes | námět: David Sacks scénář: Joe Liss a David Lewman                  | 5. prosince 2000   | 18. června 2012  |
| 126          | 7         | B.D.O.C.                               |                             | Terry Hughes | Aron Abrams a Gregory Thompson                                      | 12. prosince 2000  | 19. června 2012  |
| 127          | 8         | Red, White & Dick                      |                             | Terry Hughes | Will Forte                                                          | 19. prosince 2000  | 20. června 2012  |
| 128          | 9         | Dick Digs                              |                             | Terry Hughes | David M. Israel a Jim O'Doherty                                     | 9. ledna 2001      | 21. června 2012  |
| 129          | 10        | There's No Business Like Dick Business |                             | Terry Hughes | Dave Boerger                                                        | 16. ledna 2001     | 22. června 2012  |
| 130          | 11        | A Dick Replacement                     |                             | Terry Hughes | Matt Silverstein a Dave Jeser                                       | 30. ledna 2001     | 23. června 2012  |
| 131          | 12        | Dick's Ark                             |                             | Terry Hughes | Danny Smith                                                         | 6. února 2001      | 24. června 2012  |
| 132          | 13        | You Don't Know Dick                    |                             | Terry Hughes | Danny Smith                                                         | 13. února 2001     | 25. června 2012  |
| 133          | 14        | My Mother, My Dick                     |                             | Terry Hughes | Nastaran Dibai a Jeffrey B. Hodes                                   | 20. února 2001     | 26. června 2012  |
| 134          | 15        | Glengarry Glen Dick                    |                             | Terry Hughes | Aron Abrams a Gregory Thompson                                      | 17. dubna 2001     | 27. června 2012  |
| 135          | 16        | Dick Soup for the Soul                 |                             | Terry Hughes | Sean Veder                                                          | 1. května 2001     | 28. června 2012  |
| 136          | 17        | Mary Loves Scoochie (Part 1)           | Mary a Scoochie (1. část)   | Terry Hughes | Aron Abrams, Gregory Thompson a Dave Boerger                        | 8. května 2001     | 29. června 2012  |
| 137          | 18        | Mary Loves Scoochie (Part 2)           | Mary a Scoochie (2. část)   | Terry Hughes | Will Forte                                                          | 15. května 2001    | 30. června 2012  |
| 138          | 19        | The Thing That Wouldn't Die (Part 1)   | Zpátky ke hvězdám (1. část) | Terry Hughes | námět: Dave Lewman a Joe Liss scénář: Dave Jeser a Matt Silverstein | 22. května 2001    | 1. července 2012 |
| 139          | 20        | The Thing That Wouldn't Die (Part 2)   | Zpátky ke hvězdám (2. část) | Terry Hughes | námět: Christine Zander scénář: Dave Goetsch a Jason Venokur        | 22. května 2001    | 1. července 2012 |